# Pieni-Lehtinen (ö i Päijänne, Jyväskylä)
Pieni-Lehtinen eller Pieni Lehtissaari är en ö i Finland. Den ligger i sjön Päijänne och i kommunen Jyväskylä i landskapet Mellersta Finland, i den södra delen av landet, 230 km norr om huvudstaden Helsingfors. Öns area är 3,8 hektar och dess största längd är 320 meter i öst-västlig riktning.